# Томаш Франковський
Томаш Франковський (пол. Tomasz Frankowski; нар. 16 серпня 1974, Білосток) — польський футболіст, що грав на позиції нападника. Найбільших успіхів домігся, виступаючи за краківську «Віслу». Екс-гравець збірної Польщі.

## Клубна кар'єра

### Ранні роки
Почав дорослу кар'єру в 1991 році в клубі «Ягеллонія» з рідного Білостока. До моменту його приходу білостоцький клуб грав у другому за силою польському дивізіоні. У сезоні 1991/92 повернувся в Екстракласу (вищий дивізіон), але в сезоні 1992/93 вилетів назад, зайнявши в ній останнє місце. Томаш дебютував в основному складі 29 серпня 1992 року в матчі проти клубу «Рух» з Хожува.

### Поїздка за кордон
Провівши у складі «Ягеллонії» два сезони і не зумівши пробитися в основний склад, молодий форвард поїхав грати до Франції, підписавши контракт з середняком вищої дивізіону «Страсбуром». За «Страсбур» він відіграв три сезони, до складу потрапляв досить рідко. У чемпіонаті команда показувала посередні результати, зате дійшла до фіналу національного кубка у сезоні 1994/95, де поступилася «Парі Сен-Жермену» з рахунком 0:1 (у вирішальних матчах Томаш не виходив на поле), а влітку 1995 року виграла Кубок Інтертото (спільно з «Бордо» — тодішній формат розіграшу передбачав двох переможців).
У 1996 році Франковський покинув страсбурзький клуб, перейшовши ненадовго в японський клуб «Нагоя Грампус Ейт». Потім Томаш відіграв два сезони в клубах нижчих французьких дивізіонів «Пуатьє» (третя ліга) і «Мартіг» (аутсайдер другої ліги тих років), після чого вирішив повернутися на батьківщину.

### «Вісла»
У 1998 році він прийшов до краківської «Вісли». Наступні сім років, проведені в цьому клубі, можна визнати найбільш успішними в його кар'єрі; для «Вісли» ці роки також були одними з найуспішніших за всю її історію. У першому ж сезоні він не просто закріпився в основному складі, а й став найкращим бомбардиром першості, забивши 21 гол, а «Вісла» впевнено виграла чемпіонат (з відривом у 17 очок). В сезоні 1999/00 «Вісла» поступилася титулом варшавській «Полонії», а Томаш з 17-ма голами поступився в суперечці бомбардирів Адаму Компала, який забив на два м'ячі більше. Кілька наступних чемпіонатів були впевнено виграні краківським клубом, а Томаш ще двічі ставав найкращим бомбардиром — у сезонах 2000/01 (18 голів) і 2004/05 (25 голів; на один менше забив його партнер по атаці Мацей Журавський, з яким вони утворювали досить грізну зв'язку). Також Томаш у складі «Вісли» у ті роки виграв два Кубка Польщі у 2002 та 2003 роках та Суперкубок у 2001 році. На європейській арені, втім, «Вісла» не досягла скільки-небудь серйозних успіхів. Можна виділити хіба що матч кваліфікаційного раунду Ліги чемпіонів 2004/05 у Тбілісі на стадіоні ім. Бориса Пайчадзе 27 липня 2004 року проти чемпіона Грузії, клубу «ВІТ Джорджія», виграний 8:2 (Франковський зробив в тому матчі покер), та вихід в 1/8 фіналу Кубка УЄФА сезону 2002/03, де «Вісла» у впертій боротьбі програла «Лаціо» (3:3; 1:2). Проте в Лізі чемпіонів команда так жодного разу і не пробилася у груповий турнір за час перебування в ній Томаша.

### Друга спроба легіонерства
У вересні 2005 року Франковський покинув «Віслу» і перейшов в клуб іспанської Сегунди «Ельче», де відіграв півроку, забивши 8 голів у 14 матчах. 25 січня 2006 року Томаш був придбаний англійським клубом «Вулвергемптон Вондерерз» за 1,4 млн. фунтів стерлінгів після того, як його яскрава гра привернула увагу тренера «вовків» Гленна Годдла. Цей перехід виявився невдалим, оскільки за більш ніж півроку виступів в цьому клубі, що грав тоді у другій за силою лізі Англії, Томаш не забив жодного голу, а «вовки» провалили завдання повернення в Прем'єр-лігу, ставши сьомими в Чемпіоншипі і не потрапивши навіть у плей-оф.
У серпні 2006 року, незабаром після того, як Годдл, що привів форварда в клуб, був звільнений, керівництво «Вулверхемптона» вирішило здати Франковського в оренду в «Тенеріфе», що виступав у Сегунді, де Томаш і провів сезон 2006/07. Сезон виявився не надто вдалим (всього три голи), і «Тенеріфе» не став викуповувати контракт гравця, тому Томаш повернувся до табору «вовків», тренеру яких Міку Маккарті він також виявився не потрібен. 31 серпня 2007 року контракт Франковського з «Вулвергемптоном» був розірваний за взаємною згодою.
Після цього близько півроку Франковський був без клубу. 19 лютого 2008 року він підписав контракт з клубом MLS «Чикаго Файр». Забивши два голи у другому за рахунком (і першому домашньому) для чикагців матчі сезону проти «Нью-Інгленд Революшн» 3 квітня 2008 року (підсумковий рахунок матчу 4:0), надалі Томаш більше не забивав за «Чикаго» і поступово випав зі складу. «Чикаго» у підсумку став третім у регулярній першості, а в плей-оф поступився у півфіналі майбутньому чемпіону — клубу «Коламбус Крю» 1:2. Втім, до того часу Франковський перестав потрапляти не тільки до складу, але й до заявки на матч. 26 листопада 2008 року було офіційно оголошено, що Франковський залишає чиказьку команду.

### «Ягеллонія»
23 грудня 2008 року Томаш Франковський підписав контракт з клубом «Ягеллонія», одним із середняків Екстракласи, в якому він колись починав свою кар'єру. За підсумками сезону 2010/11 гравець став найкращим бомбардиром чемпіонату, забивши 14 голів. 6 квітня 2013 року Франковський забив 168-й гол у вищому дивізіоні Польщі (за 295 ігор) і став третім бомбардиром в історії Екстракласи, перевершивши результат Герарда Цесьліка, поставлений в 1950-х роках. Франковський завершив кар'єру після сезону 2012/13 років.

## Виступи за збірну
В юнацькі роки Франковський виступав за збірні Польщі для гравців до 17 і до 20 років, провівши сумарно 10 ігор за ці дві команди.

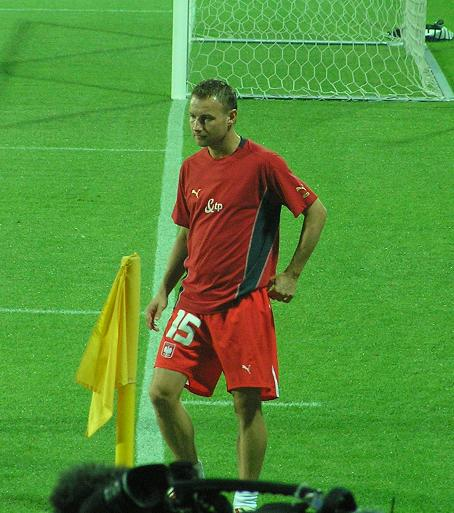
Томаш Франковський у складі збірної. 2007 рік.

У складі дорослої збірної Польщі Франковський дебютував незабаром після того, як прийшов у «Віслу» і почав забивати за неї, а саме 28 квітня 1999 року в товариському матчі проти збірної Чехії, виграному поляками 2:1. 15 листопада 2000 року він забив свій перший гол за поляків, який став переможним, в товариському матчі з ісландцями (рахунок 1:0). Після цього матчу у Томаша відбулась майже чотирирічна перерва в іграх за національну команду.
Новий виклик в збірну він отримав тільки в жовтні 2004 року, на матчі відбіркового турніру до чемпіонату світу 2006 року. У підсумку Франковський забив у відбіркових матчах до ЧС-2006 сім м'ячів. Поляки поступилися лише одним очком англійцям в боротьбі за перше місце в групі і потрапили на ЧС-2006 як одна з двох кращих (поряд із Швецією) команд, що посіли другі місця в своїх групах у Європі. Незважаючи на чудову гру у матчах відбіркового циклу, головний тренер поляків Павел Янас не взяв Томаша на фінальний турнір, в якому поляки не вийшли з групи, що коштувало Янасу місця на тренерському містку.
2 вересня 2006 року Франковський провів свій останній матч за збірну, гру проти Фінляндії, стартову для поляків у відборі на Євро-2008, в якій його команда несподівано поступилася 1:3. Всього за збірну Томаш провів 22 гри, забив 10 голів.

## Особисте життя
Дружину Франковського звуть Едіта, у них двоє дітей — син Фабіан і донька Олівія. Томаш добре знає чотири мови: рідну польську, англійську, французьку та іспанську. Любить італійську кухню. Улюблений фільм — «Гладіатор».

## Статистика
| Збірна Польщі | Збірна Польщі | Збірна Польщі |
| Роки          | Ігри          | голи          |
| ------------- | ------------- | ------------- |
| 1999          | 2             | 0             |
| 2000          | 2             | 1             |
| 2001          | 0             | 0             |
| 2002          | 0             | 0             |
| 2003          | 0             | 0             |
| 2004          | 3             | 2             |
| 2005          | 10            | 7             |
| 2006          | 5             | 0             |
| Усього        | 22            | 10            |

## Досягнення
«Страсбур»
- Фіналіст Кубку Франції: 1994/95
- Володар Кубка Інтертото: 1995

«Вісла» Краків
- П'ятикратний чемпіон Польщі: 1998/99, 2000/01, 2002/03, 2003/04, 2004/05
- 2-е місце в чемпіонаті Польщі: 1999/00, 2001/02
- Дворазовий володар Кубка Польщі: 2001/02, 2002/03
- Володар Кубка Польської Ліги: 2001
- Володар Суперкубка Польщі: 2001
- Найкращий бомбардир чемпіонату Польщі: 1998/99, 2000/01, 2004/05

«Ягеллонія»
- Володар Кубка Польщі: 2009/10
- Володар Суперкубка Польщі: 2010
- Найкращий бомбардир чемпіонату Польщі: 2010/11